# Mont Pelegrí
Qala'at Sanjil (àrab: قلعة صنجيل, qalʿat Ṣanjīl, ‘castell de Sant Gèli’‘’) o Qala'at Tarablus (àrab: قلعة طرابلس, qalʿat Ṭarābulus, ‘castell de Trípoli’) és una ciutadella i un fort al cim d'un turó a Trípoli, al Líban. Antigament coneguda com a Ciutadella de Ramon de Sant Gèli i també com a Mons Peregrinus (‘la Muntanya del Pelegrí’), pren el seu nom de Ramon de Sant Gèli, un comandant croat que va ser un actor clau en l'ampliació. És un error comú que seria ell, qui l'hauria construït quan el 1103 va posar setge a la ciutat. De fet, a principi del segle xix, la ciutadella va ser àmpliament restaurada i reconstruïda pel governador otomà de Trípoli Mustafa Agha Barbar i, en conseqüència, molt poca cosa de l'estructura original dels croats ha sobreviscut fins avui.

## Història

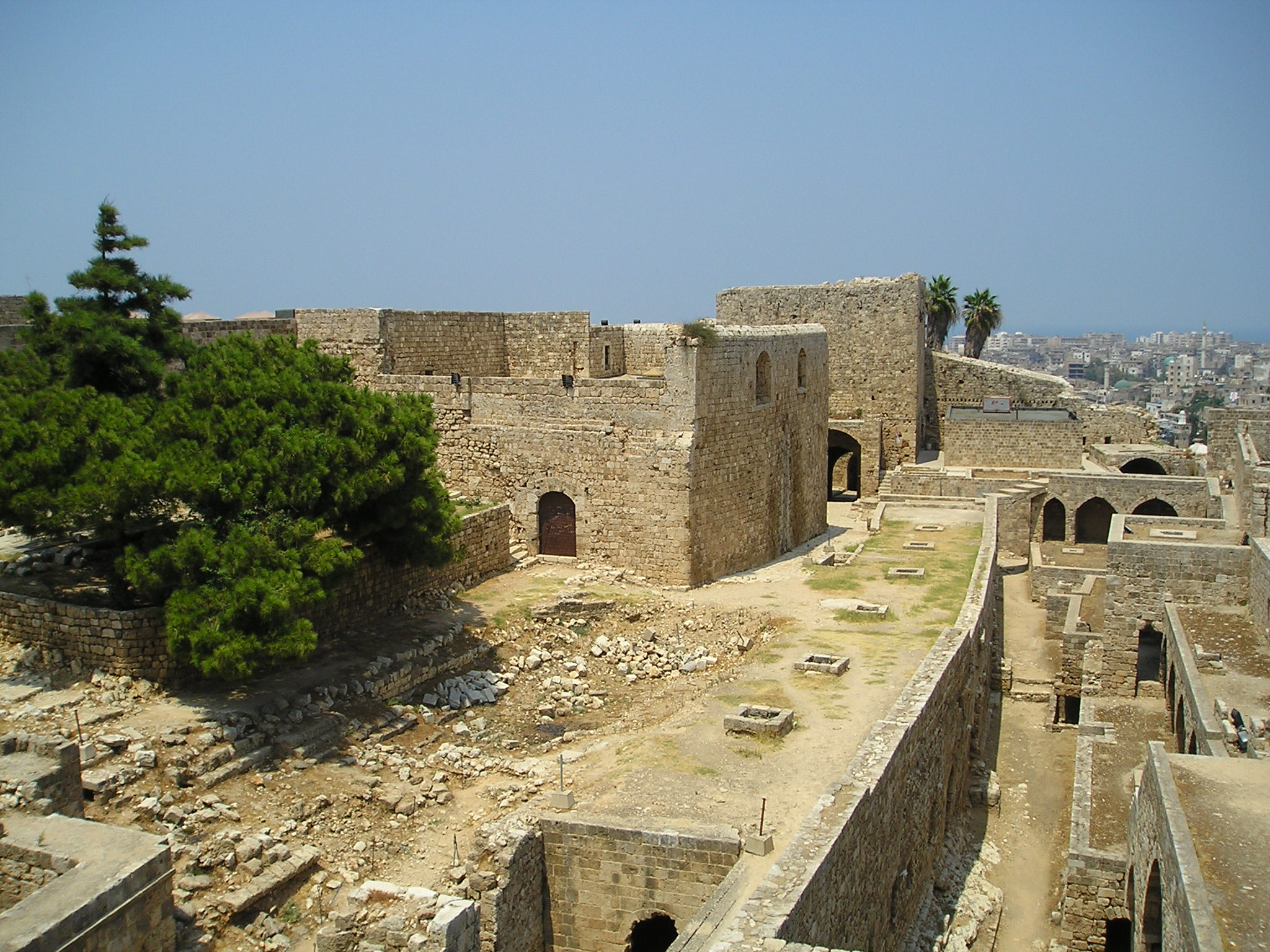
Interior de la fortalesa de Mont Pelegrí

La fortalesa fou construïda el 1103 per Ramon IV, comte de Tolosa i líder de l'armada croada, a dalt d'un turó als afores de Trípoli per mor de poder assetjar la ciutat. Més endavant, el comte occità feu eixamplar la fortalesa, que va anomenar Mont Pelegrí, ja que desitjava que l'indret servís per a acollir els pelegrins que anaven a terra santa. Ramon va morir a la fortalesa quan fou assetjada el 1105, i aquesta passà a mans del seu nebot, el comte Guillem II de Cerdanya, que l'acompanyava a la croada. Fou en aquest castell on visqué Melisenda, la comtessa de Trípoli, una dona de grans bellesa i qualitats de la qual, segons la llegenda, s'enamorà a distància el malaguanyat trobador Jaufre Rudèl que s'embarcà per terra santa, emmalaltí durant el viatge i morí en els braços de la comtessa.
Després de la desfeta dels croats i arran de la presa de Trípoli el 1289, el castell fou parcialment destruït. Va ser gràcies a l'obra de reconstrucció mampresa per l'emir Esendemir que es va recuperar la fortalesa. Solimà el Magnífic continuà la restauració i al segle xx el castell fou usat com a presó.